# Huân chương José Martí
Huân chương José Martí là huân chương vinh danh cấp nhà nước của Cuba. Huân chương đặt theo tên của anh hùng dân tộc Cuba José Martí. Huân chương này được thiết kế bởi nhà điêu khắc Cuba José Delarra.

## Một số người được trao tặng đáng chú ý
- Alexander Lukashenko
- Armando Hart[2]
- António Mascarenhas Monteiro[3]
- Michael Manley[4]
- Leonid Brezhnev
- Giang Trạch Dân
- Houari Boumediene
- Tập Cận Bình
- Ali Abdullah Saleh
- Kim Nhật Thành
- Thomas Sankara
- Salvador Allende
- Nicolae Ceaușescu[5]
- Owen Arthur
- Hugo Chávez
- Gustáv Husák
- Mengistu Haile Mariam
- Rafael Cancel Miranda[6]
- Robert Mugabe
- Sam Nujoma
- Lê Duẩn
- Erich Honecker
- Felipe González
- Julius Nyerere
- Antonio Gades
- Omar Torrijos
- Viktor Yanukovych[7]
- Nguyễn Phú Trọng (trao năm 2012)[8]
- Tomislav Nikolić [9]
- Vladimir Putin[10]
- Demetris Christofias[11]
- Nguyễn Phú Trọng (2012)
- Trương Tấn Sang (trao năm 2015)
- Trần Đại Quang (trao năm 2016)
- Nguyễn Xuân Phúc (trao năm 2021)[12]
- Tô Lâm (trao năm 2024)